# Yeniköy (Denizli)
Yeniköy (türkisch für Neudorf) ist ein Dorf im Landkreis Denizli der gleichnamigen türkischen Provinz. Yeniköy liegt etwa 17 km nordöstlich der Provinzhauptstadt Denizli. Yeniköy hatte laut der letzten Volkszählung 1.201 Einwohner (Stand Ende Dezember 2010).